# Хайнрих V (Шварцбург-Бланкенбург)
Вижте пояснителната страница за други личности с името Хайнрих V.
Хайнрих V фон Шварцбург-Бланкенбург (на немски: Heinrich V von Schwarzburg-Blankenburg; * ок. 1235; † ок. 2 май 1287) е граф на Шварцбург-Бланкенбург. Той основава линията „Шварцбург-Бланкенбург“.

## Произход
Той е вторият син на граф Гюнтер VII фон Шварцбург-Бланкенбург († 1274) и съпругата му София († сл. 1287). По-големият му брат Гюнтер IX е основател на линията „Шварцбург-Шварцбург“.

## Фамилия
Хайнрих V се жени 1259 г. за София Даниловна Галицкая фон Халич († ок. 1290), дъщеря на крал Данило от Галиция († 1264) и първата му съпруга Анна Мстиславна от Новгород († пр. 1252). Те имат децата:
- Гюнтер XIV († 1315)
- Хайнрих VII († убит 1324), граф на Шварцбург-Бланкенбург (1285 – 1324), женен I. ок. 1296 г. за Христина фон Глайхен († 1290), II. за Ода фон Хенеберг-Хартенберг († 1346)
- Гюнтер XV, † 1352), женен I. за Катарина Ройс († 1327); II. за Мехтилд († 1358/1373)
- Гюнтер XVI († 1345), доминикански монах
- Хайнрих VIII († + 1304), цистерциански монах
- Юта I († 1329), омъжена I. ок. 30 март 1289 г. за Хайнрих I фон Плауен-Ройс, фогт фон Плауен († 1295), II. на 8 февруари 1305 г. за маркграф Фридрих Клем фон Майсен (1273 – 1316)
- Юта II († 1358), абатиса на манастира в Илм
- Агнес († 1321/1326), монахиня в Илм